# Französische Rugby-Union-Meisterschaft 1987/88
Die Saison 1987/88 war die 89. Austragung der französischen Rugby-Union-Meisterschaft(französisch Championnat de France de rugby à XV). Sie umfasste 32 Mannschaften in der ersten Division (heutige Top 14), aufgeteilt in zwei Stärkeklassen.
Die Meisterschaft begann mit der Vorqualifikation. In dieser wurden zunächst die 80 Mannschaften der ersten und zweiten Division auf 16 Fünfergruppen verteilt. Nach einer Hin- und Rückrunde bildeten die Erst- und Zweitplatzierten die obere Stärkeklasse, die Dritt- bis Fünftplatzierten die untere Stärkeklasse. Weiter ging es mit der eigentlichen Gruppenphase, in der je acht Mannschaften in vier Gruppen aufeinander trafen. Die Erst- bis Viertplatzierten zogen in die Finalphase ein, für die übrigen Mannschaften war die Saison vorbei.
Es folgten Achtel-, Viertel- und Halbfinale. Im Endspiel, das am 28. Mai 1988 im Parc des Princes in Paris stattfand, trafen die zwei Halbfinalsieger aufeinander und spielten um den Bouclier de Brennus. Dabei setzte sich die SU Agen gegen Stadoceste Tarbais durch und errang zum achten Mal den Meistertitel.

## Vorqualifikation
|    | Team           |
| -- | -------------- |
| 1. | RC Toulon      |
| 2. | Stade Montois  |
| 3. | US Carcassonne |
| 4. | SA Condom      |
| 5. | US Thuir       |

|    | Team                  |
| -- | --------------------- |
| 1. | CA Bordeaux-Bègles    |
| 2. | Racing Club de France |
| 3. | FC Villefranche       |
| 4. | SO Voiron             |
| 5. | Stade Ruthénois       |

|    | Team             |
| -- | ---------------- |
| 1. | Stade Toulousain |
| 2. | SC Tulle         |
| 3. | FC Oloron        |
| 4. | FCS Rumilly      |
| 5. | Lyon OU          |

|    | Team        |
| -- | ----------- |
| 1. | US Tyrosse  |
| 2. | SU Agen     |
| 3. | SC Albi     |
| 4. | ASPTT Arras |
| 5. | RC Orléans  |

|    | Team                 |
| -- | -------------------- |
| 1. | CA Brive             |
| 2. | Saint-Jean-de-Luz OR |
| 3. | Castres Olympique    |
| 4. | Avenir Valencien     |
| 5. | RC Châteaurenard     |

|    | Team           |
| -- | -------------- |
| 1. | AS Montferrand |
| 2. | FC Auch        |
| 3. | US Bergerac    |
| 4. | Istres Sports  |
| 5. | SA Hagetmau    |

|    | Team             |
| -- | ---------------- |
| 1. | SC Graulhet      |
| 2. | US Romans        |
| 3. | FC Aix-les-Bains |
| 4. | Avenir Aturin    |
| 5. | UMS Montélimar   |

|    | Team        |
| -- | ----------- |
| 1. | AS Béziers  |
| 2. | US Marmande |
| 3. | RC Nîmes    |
| 4. | US Cognac   |
| 5. | US Salles   |

|    | Team                |
| -- | ------------------- |
| 1. | FC Lourdes          |
| 2. | RRC Nice            |
| 3. | Lombez Samatan Club |
| 4. | RC Vichy            |
| 5. | RC Saint-Gaudens    |

|    | Team                  |
| -- | --------------------- |
| 1. | Valence Sportif       |
| 2. | Aviron Bayonnais      |
| 3. | Boucau Stade          |
| 4. | US Bressane           |
| 5. | Paris Université Club |

|    | Team                  |
| -- | --------------------- |
| 1. | CS Bourgoin-Jallieu   |
| 2. | Stade Aurillacois     |
| 3. | CA Villeneuve-sur-Lot |
| 4. | La Voulte Sportif     |
| 5. | US Orthez             |

|    | Team            |
| -- | --------------- |
| 1. | Stade Bagnérais |
| 2. | Section Paloise |
| 3. | SC Mazamet      |
| 4. | SC Angoulême    |
| 5. | Peyrehorade SR  |

|    | Team               |
| -- | ------------------ |
| 1. | RC Narbonne        |
| 2. | Stadoceste Tarbais |
| 3. | Stade Rochelais    |
| 4. | Blagnac SCR        |
| 5. | CA Lannemezan      |

|    | Team                |
| -- | ------------------- |
| 1. | Stade Montchaninois |
| 2. | USA Perpignan       |
| 3. | AS Mérignac         |
| 4. | CO Le Creusot       |
| 5. | US Montauban        |

|    | Team               |
| -- | ------------------ |
| 1. | US Dax             |
| 2. | Biarritz Olympique |
| 3. | AS Mâcon           |
| 4. | Montpellier RC     |
| 5. | Stade Lavelanétien |

|    | Team            |
| -- | --------------- |
| 1. | FC Grenoble     |
| 2. | RC Hyères       |
| 3. | US Coarraze-Nay |
| 4. | US Colomiers    |
| 5. | FC Saint-Claude |

## Gruppenphase
|    | Team                 | Siege | Unent. | Ndlg. | Spiel- punkte | Diff. | Tabellen- punkte |
| -- | -------------------- | ----- | ------ | ----- | ------------- | ----- | ---------------- |
| 1. | RC Toulon            | 11    | 2      | 1     | 291:130       | + 161 | 24               |
| 2. | SU Agen              | 9     | 2      | 3     | 271:153       | + 118 | 20               |
| 3. | FC Grenoble          | 8     | 2      | 4     | 254:162       | + 92  | 18               |
| 4. | Stadoceste Tarbais   | 8     | 2      | 4     | 193:160       | + 33  | 18               |
| 5. | AS Béziers           | 6     | 0      | 8     | 223:190       | + 33  | 12               |
| 6. | FC Lourdes           | 4     | 2      | 8     | 139:205       | − 66  | 10               |
| 7. | Saint-Jean-de-Luz OR | 3     | 1      | 10    | 132:336       | − 204 | 7                |
| 8. | Section Paloise      | 1     | 1      | 12    | 119:286       | − 167 | 3                |

|    | Team               | Siege | Unent. | Ndlg. | Spiel- punkte | Diff. | Tabellen- punkte |
| -- | ------------------ | ----- | ------ | ----- | ------------- | ----- | ---------------- |
| 1. | US Dax             | 9     | 2      | 3     | 299:192       | + 107 | 20               |
| 2. | CA Bègles-Bordeaux | 9     | 1      | 4     | 323:189       | + 134 | 19               |
| 3. | SC Graulhet        | 9     | 1      | 4     | 260:176       | + 84  | 19               |
| 4. | USA Perpignan      | 8     | 1      | 5     | 342:183       | + 159 | 17               |
| 5. | Stade Aurillacois  | 8     | 0      | 6     | 211:208       | + 3   | 16               |
| 6. | Valence Sportif    | 4     | 0      | 10    | 180:305       | − 125 | 8                |
| 7. | FC Auch            | 3     | 2      | 9     | 161:292       | − 131 | 8                |
| 8. | SC Tulle           | 2     | 1      | 11    | 166:397       | − 231 | 5                |

|    | Team                  | Siege | Unent. | Ndlg. | Spiel- punkte | Diff. | Tabellen- punkte |
| -- | --------------------- | ----- | ------ | ----- | ------------- | ----- | ---------------- |
| 1. | Racing Club de France | 9     | 3      | 2     | 258:183       | + 75  | 21               |
| 2. | Stade Toulousain      | 9     | 1      | 4     | 377:185       | + 192 | 19               |
| 3. | Aviron Bayonnais      | 9     | 0      | 5     | 232:174       | + 58  | 18               |
| 4. | AS Montferrand        | 8     | 1      | 5     | 132:147       | − 15  | 17               |
| 5. | CS Bourgoin-Jallieu   | 7     | 2      | 5     | 211:194       | + 17  | 16               |
| 6. | Biarritz Olympique    | 6     | 0      | 8     | 154:220       | − 66  | 12               |
| 7. | US Romans             | 2     | 1      | 11    | 181:318       | − 137 | 5                |
| 8. | Stade Montchaninois   | 2     | 0      | 12    | 106:230       | − 124 | 4                |

|    | Team            | Siege | Unent. | Ndlg. | Spiel- punkte | Diff. | Tabellen- punkte |
| -- | --------------- | ----- | ------ | ----- | ------------- | ----- | ---------------- |
| 1. | RC Narbonne     | 11    | 1      | 2     | 328:135       | + 193 | 23               |
| 2. | CA Brive        | 11    | 0      | 3     | 359:179       | + 180 | 22               |
| 3. | Stade Montois   | 9     | 1      | 4     | 248:171       | + 77  | 19               |
| 4. | US Tyrosse      | 7     | 1      | 6     | 192:170       | + 22  | 15               |
| 5. | Stade Bagnérais | 7     | 0      | 7     | 207:162       | + 45  | 14               |
| 6. | RRC Nice        | 4     | 0      | 10    | 181:344       | − 163 | 8                |
| 7. | US Marmande     | 3     | 1      | 10    | 158:333       | − 175 | 7                |
| 8. | RC Hyères       | 2     | 0      | 12    | 116:295       | − 179 | 4                |

## Finalphase

### Achtelfinale
| Datum                      | Begegnung                                | Hinspiel | Rückspiel | Gesamt |
| -------------------------- | ---------------------------------------- | -------- | --------- | ------ |
| 24. April 1988 1. Mai 1988 | Aviron Bayonnais – Racing Club de France | 15:09    | 06:28     | 21:37  |
| 24. April 1988 1. Mai 1988 | FC Grenoble – SU Agen                    | 06:03    | 10:14     | 16:17  |
| 24. April 1988 1. Mai 1988 | CA Bègles-Bordeaux – Stade Montois       | 07:13    | 10:0      | 17:13  |
| 24. April 1988 1. Mai 1988 | USA Perpignan – RC Narbonne              | 12:21    | 12:24     | 24:45  |
| 24. April 1988 1. Mai 1988 | Tyrosse RCS – RC Toulon                  | 09:13    | 16:49     | 25:62  |
| 24. April 1988 1. Mai 1988 | SC Graulhet – Stade Toulousain           | 09:13    | 12:25     | 21:38  |
| 24. April 1988 1. Mai 1988 | AS Montferrand – CA Brive                | 12:15    | 13:24     | 25:39  |
| 24. April 1988 1. Mai 1988 | Stadoceste Tarbais – US Dax              | 03:0     | 21:06     | 24:06  |

### Viertelfinale
| Datum        | Begegnung                        | Ergebnis |
| ------------ | -------------------------------- | -------- |
| 14. Mai 1988 | SU Agen – Racing Club de France  | 22:15    |
| 14. Mai 1988 | CA Bègles-Bordeaux – RC Narbonne | 20:26    |
| 14. Mai 1988 | RC Toulon – Stade Toulousain     | 21:09    |
| 14. Mai 1988 | CA Brive – Stadoceste Tarbais    | 12:31    |

### Halbfinale
| Datum        | Begegnung                      | Ergebnis |
| ------------ | ------------------------------ | -------- |
| 21. Mai 1988 | SU Agen – RC Narbonne          | 19:09    |
| 21. Mai 1988 | RC Toulon – Stadoceste Tarbais | 12:31    |

### Finale
| 28. Mai 1988 | SU Agen                         | 9 : 3         | Stadoceste Tarbais      | Parc des Princes, Paris Zuschauer: 49.370 Schiedsrichter: Guy Maurette |
| 28. Mai 1988 | Straftritte: Bérot (2) Montlaur | (3:3) Bericht | Straftritte: Trille (1) | Parc des Princes, Paris Zuschauer: 49.370 Schiedsrichter: Guy Maurette |

Aufstellungen
SU Agen:

Startaufstellung: Pierre Berbizier, Philippe Bérot, Michel Capot, Daniel Dubroca, Dominique Erbani, Éric Gleyze, Jacques Gratton, Bernard Lacombe, Grégoire Lascubé, Gérald Mayout, Bernard Mazzer, Pierre Montlaur, Patrick Pujade, Laurent Seigne, Philippe Sella 

Auswechselspieler: Philippe Benetton, Éric Gayraud, Patrick Schattel, Bruno Tolot, Éric Tolot, Franck Vatbled
Stadoceste Tarbais:

Startaufstellung: Pierre Arthapignet, Éric Berdeu, Philippe Capdevielle, Yves Crabe, Michel Crémaschi, Philippe Dintrans, Michel Hondagné, Thierry Janeczek, Bruno Labat, Alain Maleig, Philippe Pélissier, Vincent Romulus, Jacques Schneider, Jean-Paul Trille, Andries Van Heerden 

Auswechselspieler: Thierry Gaye, Philippe Jouanolou, Jean-Pierre Laroche, Louis-Charles Régent, Bertrand Renaux, Alain Teulé